# Jeanne Demarsy

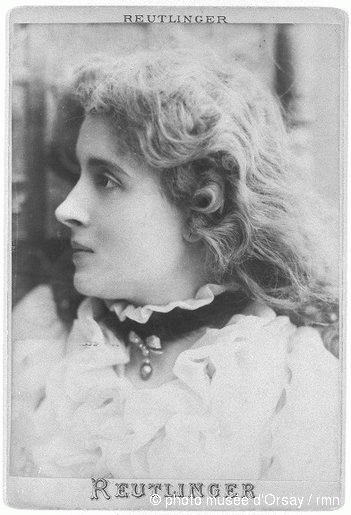
Jeanne Demarsy, Fotografie des Atelier Reutlinger, um 1890

Jeanne Demarsy, auch Jane Demarsy oder Jeanne de Marsy (* 6. Oktober 1865 in Limoges als Anne Darlaud; † 1937 in Paris), war eine französische Schauspielerin, die in den 1880er und 1890er Jahren an verschiedenen Pariser Theatern auftrat. Zuvor stand sie den Malern Pierre-Auguste Renoir und Édouard Manet Modell.

## Leben
Jeanne Demarsy kam 1865 als Anne Darlaud in Limoges zur Welt. Der Vater war Buchbinder und Brokatmacher. Ihre ältere Schwester Eugénie-Marie wurde später als Jeanne Darlaud ebenso wie Jeanne Demarsy in Paris Schauspielerin. Es kommt in der Literatur gelegentlich zu Verwechslungen der beiden Schwestern. Zudem gibt es mit der 1866 in Paris geborenen Marie-Louise Marsy eine weitere Schauspielerin, deren Name ähnlich klingt und die wie die Darlaud-Schwestern Beziehungen zur Kunstwelt hatte. Der Kunsthistoriker Colin B. Bailey vermutet, dass die beiden Darlaud-Schwestern über den ebenfalls aus Limoges stammenden Maler Pierre-Auguste Renoir Zugang zu Pariser Künstlerkreisen erhielten. Nachdem Renoir 1881 im Gemälde Sur la terrasse (Art Institute of Chicago) die Schwester Eugénie-Marie Darlaud porträtiert hatte, folgte 1882 die Schwester Anne. Sie ist im heute als Porträt der Mademoiselle Demarsy (Privatsammlung) bezeichneten Gemälde im blauen Kleid auf einer Gartenbank wiedergegeben. In einer ähnlichen Umgebung hatte sie Édouard Manet 1881 porträtiert. Das Pastellbild Auf der Bank (Pola Museum of Art) zeigt Jeanne Demarsy auf einer Bank in einem Gewächshaus sitzend. Etwa zur selben Zeit malte Manet mit Mädchen mit einem Sommerhut (Privatsammlung) ein weiteres Pastellporträt von Jeanne Demarsy. Zudem posierte Jeanne Demarsy als Modell in Junge Frau am Meeresstrand (Privatsammlung).  Hier ist sie in einem Stuhl sitzend am Strand dargestellt, während im Hintergrund der Blick aufs Meer geht und ein Dampfer am Horizont zu sehen ist. Darüber hinaus porträtierte Manet sie in zwei Ölgemälden. In Junge Frau mit Pelerine (Musée des Beaux-Arts (Lyon)) ist sie als Brustbildnis gemalt und in seinem Gemälde Der Frühling (J. Paul Getty Museum) stellt er sie im geblümten Kleid vor einem üppigen Blumenhintergrund dar.

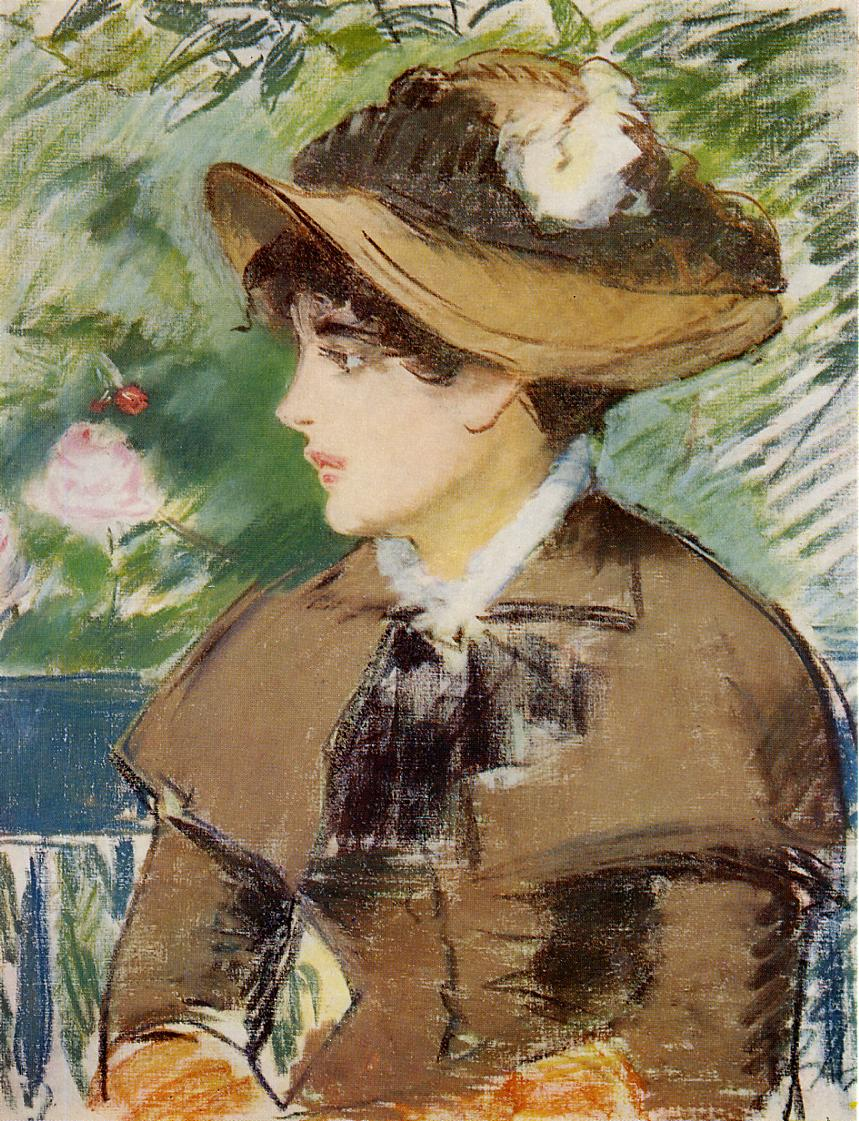
Édouard Manet: Auf der Bank, 1881
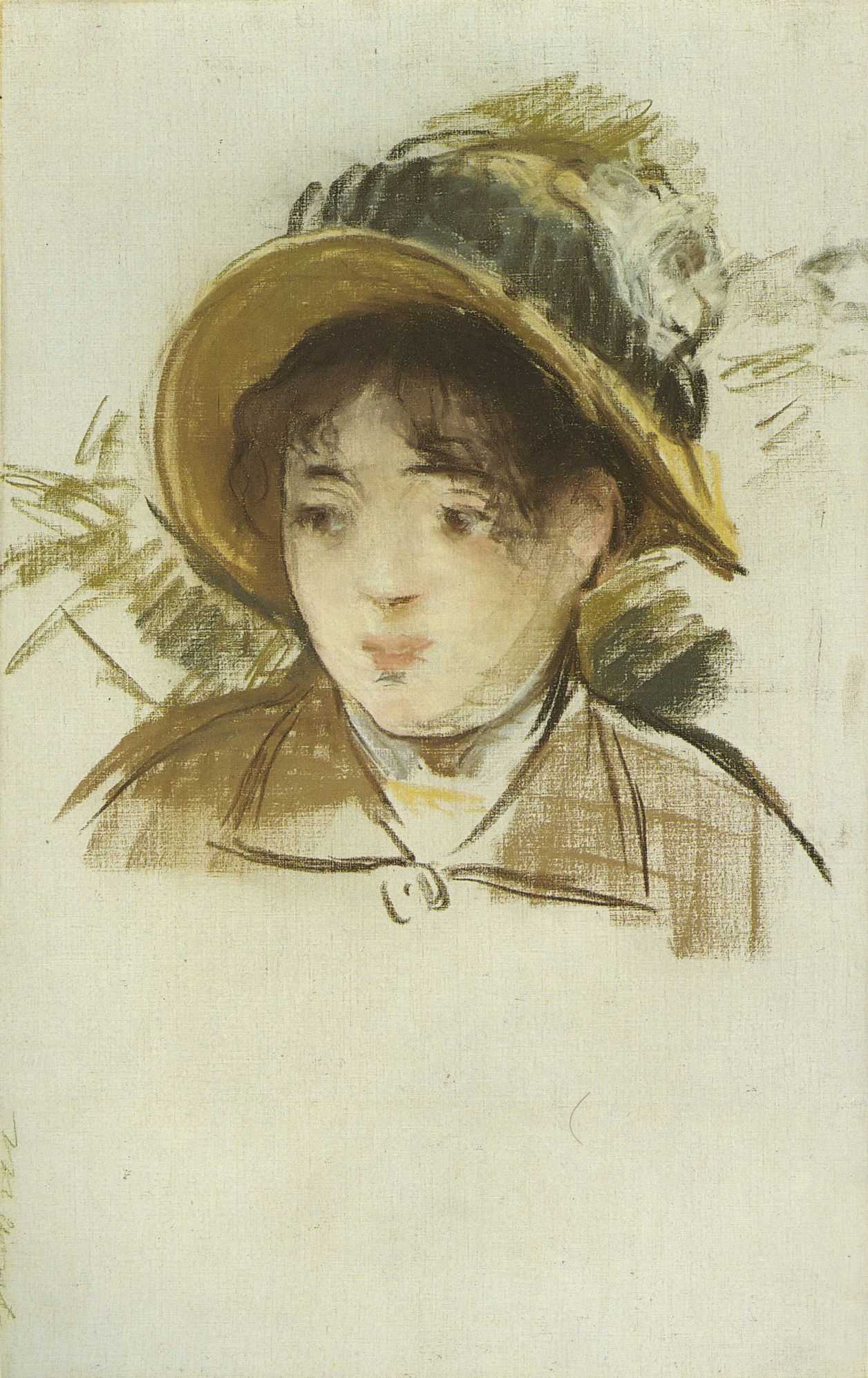
Édouard Manet: Mädchen mit einem Sommerhut, um 1881
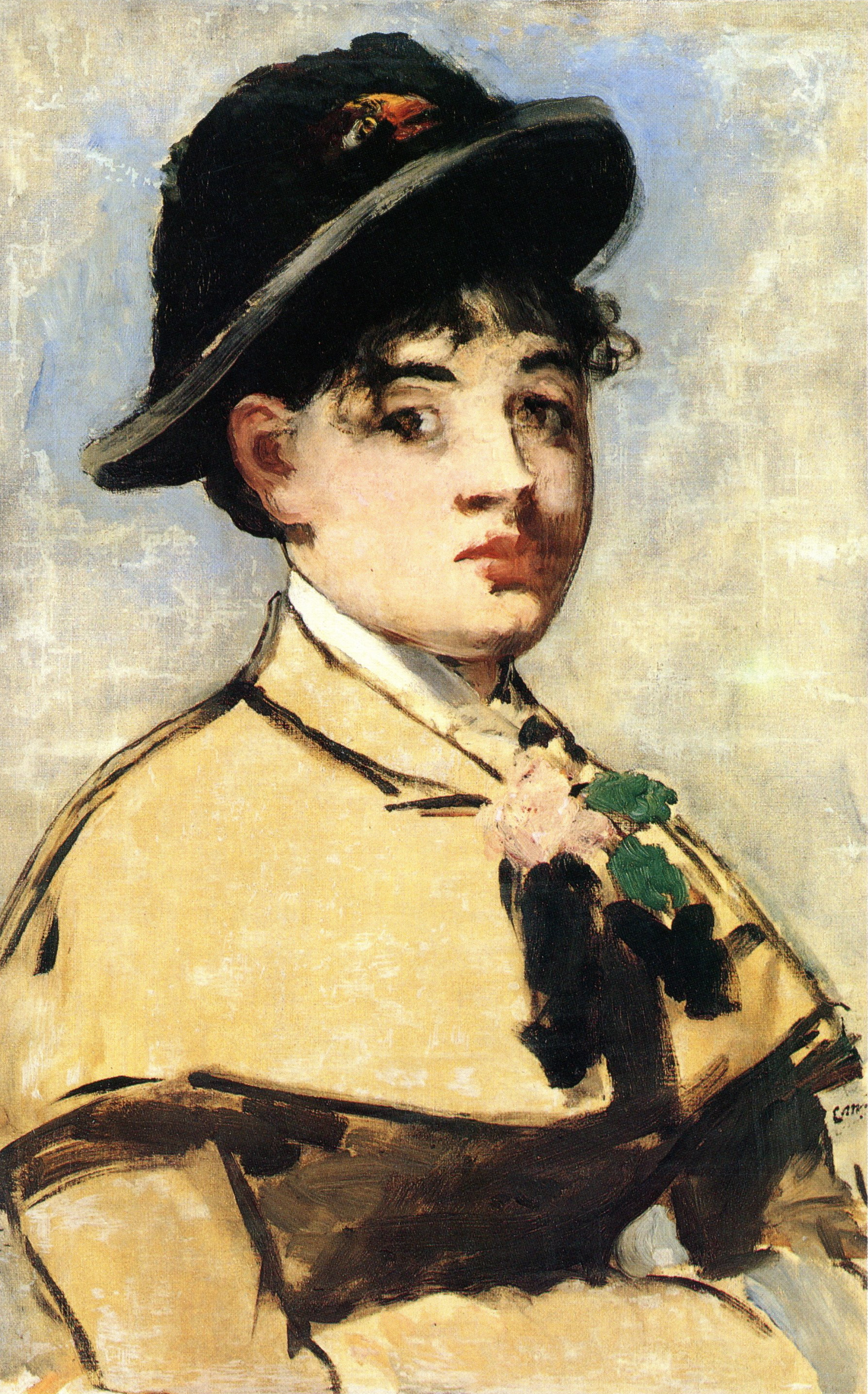
Édouard Manet: Junge Frau mit Pelerine, 1881
Édouard Manet: Der Frühling, 1881
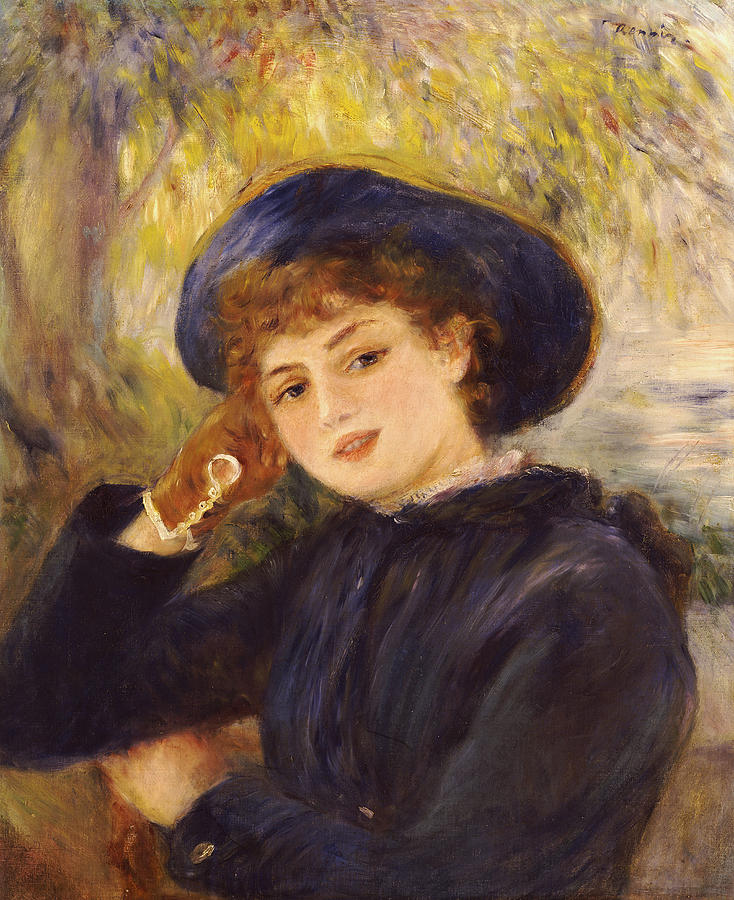
Pierre-Auguste Renoir: Porträt der Mademoiselle Demarsy, 1882

Während in der neueren Literatur zu den Porträts von Manet und Renoir ihr Künstlername als Jeanne Demarsy bezeichnet wird, ist in den Archivunterlagen zu ihrer Theaterkarriere meist die englische Schreibweise Jane Demarsy zu finden. Sie hatte ihr Theaterdebüt 1887 in der Rolle der Venus in Orpheus in der Unterwelt mit der Musik von Jacques Offenbach im Théâtre de la Gaîté. Es folgte im selben Jahr ebenfalls im Théâtre de la Gaîté die Rolle der Cerisette im Musikstück Dix jours aux Pyrénées von Paul Ferrier. 1888 trat sie in der Titelrolle der Cendrillon im gleichnamigen Musikstück von Louis François Clairville, Henri Monnier und Ernest Blum im  Théâtre du Châtelet auf. Danach wechselte sie an das  Théâtre du Gymnase. Hier spielte sie 1890 die Rolle der Casilda in der Komödie L’art de tromper les femmes von Émile de Najac und Paul Ferrier. Zusammen mit ihrer Schwester folgte 1891 ein Auftritt in der Komödie Paris fin de siècle von Ernest Blum und Raoul Toché. Jane Demarsy spielte die Madame des Epiglottes ihre Schwester die Rolle der Judith. 1892 spielte Demarsy im selben Theater die Rolle der Almée in Mon oncle Barbassou von Mario Uchard. Weitere Rollen folgten im Théâtre des Variétés und Théâtre des Nouveautés. Zu ihren letzten Auftritten gehörte 1905 die Rolle der Jeannine de Brécy in  Les Merlereau von Georges Berr im Théâtre des Bouffes-Parisiens.
Jeanne Demarsy starb 1937 in Paris. Ihr Nachlass wurde 1938 im Auktionshaus Hôtel Drouot versteigert.